# Horst Neumann (Diplomat)
Horst Neumann (eigentlich Horst-Heinz Neumann; * 22. Dezember 1938 in Landsberg an der Warthe, Neumark) ist ein ehemaliger deutscher Diplomat. Er war Botschafter der Deutschen Demokratischen Republik in mehreren südamerikanischen Staaten.

## Leben
Horst Neumann wurde in einer Lehrerfamilie geboren. Die Grundschule besuchte er in Bernstein und – nach der Umsiedlung aus der Neumark – in Harzgerode. Nach dem Besuch der Oberschule erwarb er 1956 sein Abitur an der Landesheim-Oberschule Pforte. 1956 begann er ein Studium am Institut für Internationale Beziehungen der Deutschen Akademie für Staats- und Rechtswissenschaft, das er 1960 als Diplom-Staatswissenschaftler abschloss. Danach arbeitete er im Industriewerk Ludwigsfelde als ungelernter Arbeiter in der Produktion von Motorrollern. 
Im Februar 1961 wurde er Mitarbeiter im Ministerium für Auswärtige Angelegenheiten der DDR (MfAA). Von 1962 bis 1963 war er als Attaché an die Botschaft in Moskau delegiert worden und arbeitete danach in der Abteilung Lateinamerika des MfAA. Von 1965 bis 1967 war er Handelsattaché und Stellvertretender Leiter der DDR-Handelsvertretung in der kolumbianischen Hauptstadt Bogotá, danach wieder Mitarbeiter und Sektorleiter in der Abteilung Lateinamerika des MfAA. Von 1969 bis 1971 absolvierte er im Abendstudium ein ökonomisches Zusatzstudium an der Humboldt-Universität zu Berlin. Von 1971 bis 1975 war er wieder in Bogotá tätig, zunächst als Zweiter Sekretär Stellvertreter des Leiters der Handelsmission. Neumann führte die Verhandlungen zur Aufnahme diplomatischer Beziehungen zwischen Kolumbien und der DDR und eröffnete nach erfolgreichem Abschluss der Verhandlungen am 11. April 1973 die DDR-Botschaft als Geschäftsträger und Erster Sekretär. Von 1975 bis 1982 arbeitete er wieder in der Abteilung Lateinamerika des MfAA, unterbrochen durch den Besuch der Bezirksparteischule der SED in Potsdam von 1980 bis 1981. Von 1982 bis 1984 war er Botschafter in Caracas sowie zweitakkreditiert in Guyana und danach bis 1988 als Botschafter in Buenos Aires tätig. Anschließend wurde er Leiter der Abteilung Lateinamerika im MfAA. 
Von 1991 bis 1993 absolvierte er eine Umschulung zum Kaufmann in der Grundstücks- und Wohnungswirtschaft und arbeitete danach bis zu seiner Berentung im Dezember 2003 in der Berliner Wohnungsbaugesellschaft ARWOBAU. Neumann lebt heute als Rentner in Berlin.
Neumann war seit 1962 Mitglied der SED. Er gehört zum ständigen Autorenkreis der kommunistisch-sozialistischen Monatsschrift RotFuchs.

## Auszeichnungen
- Verdienstmedaille der DDR (1973)
- Argentinischer Orden de Mayo al Mérito (1988)